# Platon Ivanovič Kablukov
Platon Ivanovič Kablukov (rusko Плато́н Ива́нович Каблуко́в), ruski general, * 1779, † 1835.
Bil je eden izmed pomembnejših generalov, ki so se borili med Napoleonovo invazijo na Rusijo; posledično je bil njegov portret dodan v Vojaško galerijo Zimskega dvorca.

## Življenje
23. januarja 1791 je kot podčastnik vstopil v Preobraženski polk; leta 1798 je bil povišan v zastavnika. Med bitko pri Austerlitzu je bil ranjen in zajet; iz ujetništva se je vrnil leta 1806. 
Naslednjega leta se je udeležil kampanje proti Francozom. 4. februarja 1810 je bil povišan v polkovnika in konec naslednjega leta je bil dodeljen ruskemu veleposlaništvu v Franciji. Ob pričetku patriotske vojne je bil pripadnik Konjeniškega gardnega polka; za izkazane zasluge v več bitkah je bil 15. septembra 1813 povišan v generalmajorja.
10. maja 1814 je bil imenovan za poveljnika Kurlandskega dragonskega polka in po vojni je bil poveljnik več konjeniških brigad. 26. novembra 1823 je postal poveljnik 3. kirasirske divizije, ki je bila nastanjena v Ukrajini. 
22. avgusta 1826 je bil povišan v generalporočnika. Leta 1831 se je udeležil bojev na Poljskem. 10. aprila 1832 je postal načelnik vojaških ustanov v hersonski in jekaterinoslavski provinci. 
15. oktobra 1833 je postal poveljnik 2. rezervnega konjeniškega korpusa.